# Metropolis (phim 2001)
Metropolis (tiếng Nhật: メトロポリス) là một phim anime trình chiếu năm 2001 có cốt truyện dựa vào loạt manga Metropolis xuất bản năm 1949 vẽ bởi Tezuka Osamu; truyền cảm hứng cho nó là bộ phim khoa học viễn tưởng cùng tên năm 1927 của Đức, tuy nhiên cả hai không cùng cốt truyện. Bộ phim chỉ lấy bối cảnh thành phố giả tưởng Metropolis. Đội ngũ sản xuất anime tập hợp những người nổi tiếng như đạo diễn Rintaro, người thực hiện Akira là Otomo Katsuhiro tham gia viết cốt truyện và vẽ được giao cho Madhouse với sự hỗ trợ của Tezuka Productions.

## Tổng quan

### Cốt truyện
Trong thành phố Metropolis theo chủ nghĩa vị lai, con người và robot cùng chung sống với nhau. Những con robot nhận được sự phân biệt đối xử và bị cô lập trong những tầng thấp nhất của thành phố. Rất nhiều số lượng người trong Metropolis không có việc làm và túng quẫn, và nhiều kẻ đã đổ trách nhiệm cho robot lấy mất đi nhiều công việc của họ.
Công Tước Red, người có quyền lực ngầm ở Metropolis, đã giám sát việc xây dựng một tòa nhà chọc trời có tên là Ziggurat, một nơi ông tuyên bố sẽ thâu nạp toàn nhân loại để mở rộng sức mạnh của nó trên khắp hành tinh. Một robot ương ngạnh đã phá vỡ lễ khai mạc của Ziggurat, chỉ bị bắn gục bởi Rock - là con trai được nhận nuôi bởi Công tước Red và đứng đầu đảng Marduk, một đội quân cảnh vệ với mục đích để trấn an những ý kiến chống lại robot. Một thám tử mật Shunsaku Ban và cháu trai của ông Kenichi đến Metropolis để bắt giữ nhà tiến sĩ khoa học Laughton, một nhà khoa học điên bị truy nã cho việc buôn bán nội tạng - vi phạm quyền con người. Không biết tới Shunsaku, Công tước Red đã thuê Laughton cho công việc kiến tạo một mô hình robot cấp cao, và đặt tên theo danh tính của người con gái Tima đã mất của công tước Red. Red có ý định cho Tima các chức năng trong vai trò một khối điều khiển trung tâm như một vũ khí bí mật quyền lực ẩn sâu bên trong tòa nhà chọc trời Ziggurat. Tuy nhiên, Rock khi biết về sự tồn tại của Tima, do không muốn một robot làm lu mờ Red nên đã bắn Laughton và đốt toàn bộ phòng thí nghiệm của ông.
Shunsaku đi ngang qua phòng thí nghiệm bị đốt cháy và phát hiện ra cái chết của Laughton, người đã gửi cho ông một sổ tay ghi chép. Trong lúc đó, Kenichi đã tìm thấy Tima được kích hoạt. Cả hai rơi xuống hệ thống cống thoát nước và bị tách khỏi Shunsaku. Trong lúc Shunsaku tìm kiếm đứa cháu trai, Kenichi và Tima cũng đang tìm một con đường để quay lại mặt đất. Họ giúp đỡ nhau một cách chân thành như việc Kenichi dạy Tima làm thế nào để nói chuyện. Không biết cô ấy là một robot, Kenichi và Tima bị săn đuổi liên tục bởi Rock và những kẻ thuộc cấp của anh ta, bất thình lình họ chạm trán với một nhóm những người lao động không có việc làm - những người tiến hành tổ chức một cuộc cách mạng chống lại Red.
Tổng thống và thị trưởng của Metropolis cố gắng sử dụng cuộc cách mạng để lật đổ Red và kiểm soát lại Metropolis, nhưng họ đã bị ám sát bởi sĩ quan chỉ huy đứng đầu trong quân đội của tổng thống là General Kusai Skunk, người đã đứng về phía Red. Công tước áp đặt thiết quân luật để đàn áp cuộc cách mạng. Trong hậu quả của cuộc nổi dậy thất bại, Kenichi đoàn tụ với Shunsaku, và chỉ bị gây sát thương bởi Rock - kẻ tiết lộ Tima là một robot. Rọck dù làm thế nào chăng nữa vẫn không được Red công nhận, và bị tước quyền chỉ huy đảng Marduk vì liều lĩnh tìm cách giết Tima. Công tước Red đưa Tima đến tòa tháp chọc trời Ziggurat.
Vẫn quyết tâm trừ khử Tima và giành lại tình cảm của người cha, Rock bắt cóc và làm ngưng sự sống của Tima, người hiện tại đang bối rối về danh tính của cô. Shunsaku cứu nguy cho cô, và sau đó làm theo những hướng dẫn từ cuốn sổ chép tay của Laughton để lại, phục hồi hoạt động sống cho Tima. Cả hai phát hiện ra Kenichi bị giam giữ trong Ziggurat, đã bị bắt bởi công tước Red, và đảng Marduk đã vây bắt cả hai trên đường đi để giải cứu cậu. Mang lại cho đỉnh cao của tòa tháp chọc trời Ziggurat, Tima giáp mặt với công tước Red để hỏi về việc liệu cô ấy là một con người hay một robot. Công tước Red nói với cô rằng cô ấy là "một con người siêu phàm - đấng tối cao - superhuman", và đã được định sẵn để cai trị thế giới từ ngai vị của cô. Ngụy trang giống như một hầu gái, Rock bắn Tima, vạch trần hệ thống vi mạch của cô.
Cú sốc đột ngột của việc nhận ra cô là một robot là căn nguyên đẩy Tima tới điên loạn. Ngồi trên ngai vàng, cô hạ lệnh một cuộc tấn công hạt nhân nguyên tử và tấn công sinh học vào loài người để trả thù. Trong khi những người khác chạy trốn, Kenichi cố gắng giải thích với Tima. Tất cả robot bị hấp dẫn bởi sự điều khiển của Tima, tấn công công tước Red. Không muốn cha mình phải chết dưới bàn tay của "robot bẩn thỉu", Rock tự sát cùng công tước Red trong một vụ nổ lớn. Khi pháo đài bắt đầu sụp đổ xung quanh họ, Kenichi chạm tới Tima và tách cô khỏi ngai vàng. Tưởng chừng như thất bại, Tima cố gắng thử giết Kenichi. Trong cuộc vật lộn, Tima bị rơi khỏi tòa tháp. Đánh mất tình yêu, Kenichi cố gắng cứu cô và kéo cô lên bằng một trong những dây cáp vẫn ghép với cô ấy. Khi sợi cáp bắt đầu bị cọ sờn và đứt lả tả, Tima nhớ đến thời gian Kenichi dạy cô ngôn ngữ và hỏi Kenichi: "Tôi là ai ?", trước khi cô trượt và ngã xuống dẫn đến cái chết của cô. Tòa tháp Ziggurat sụp đổ và tan rã, phá hủy một phần rộng lớn của Metropolis.
Sáng hôm sau, Kenichi tìm kiếm các tàn tích và phát hiện ra một nhóm robot đã ráp nhặt một số các bộ phận của Tima trong một nỗ lực để phục dựng lại cô. Trong khi Shunsaku và nhiều người còn sống sót khác được sơ tán, Kenichi chọn ở lại và xây dựng lại thành phố. Kenichi muốn tạo ra một nơi mà con người và robot có thể cùng tồn tại hòa bình. Trong bài viết tín nhiệm, có thể nhìn thấy một bức ảnh của Tima (đã phục dựng nguyên vẹn) cùng với Kenichi - người đã bắt đầu một xưởng để sửa chữa và phục dựng lại những robot, nó được gọi là "Kenichi & Tima Robot Company".

### Nhân vật
Anime sử dụng nhiều nhân vật trong hệ thống nhân vật của Tezuka Osamu hơn trong manga. Hầu hết các nhân vật chính trong manga đều đảm nhận vai trò trong bộ phim, nhưng có một số nhân vật chính bị loại khỏi bộ phim như nhân vật giáo sư Yorkshire Bell. Rock là nhân vật không có mặt trong manga nhưng lại được giao cho một vai trò quan trọng trong bộ phim. các nhân vật phụ khác đều đến từ hệ thống nhân vật của Tezuka Osamu như Ham Egg, President Boone và Acetylene Lamp.

### Sự khác nhau giữa manga và anime
Trong loạt manga của Tezuka, cốt truyện xoay quanh Mitchi một người máy hình người có khả năng bay và thay đổi giới tính. Mitchi bị truy đuổi bởi Duke Red và nhóm của ông ta người muốn dùng Mitchi cho mục đích hủy diệt. tuy nhiên Shunsaku Ban và cháu của mình là Kenichi đã theo chân người tạo ra Mitchi là giáo sư Charles Laughton đã mất, bảo vệ cho Mitchi và tìm lại cha mẹ cho Mitchi.
Tuy nhiên trên màn ảnh rộng thì anime sử dụng nhiều cảnh về thành phố Metropolis trong bộ phim cùng tên của Fritz Lang. Ngoài việc sử dụng cốt truyện manga ban đầu phim còn thêm một số chủ đề chính như việc đấu tranh chống sự phân biệt, áp bực và độc tài giữa các robot với con người (mối quan hệ này được thấy rõ nhất trong dòng truyện Astro Boy của Tezuka). Phim anime cũng thay nhân vật Mitchi thành Tima cũng là người máy hình người nhưng chỉ là nữ và không có khả năng bay.

### Kết thúc
Trong hình cuối khi kết thúc bộ phim Kenichi đã xây dựng được một cửa hàng có tên "Kenichi & Tima Robot Company" với Tima đang giúp trong đó có thể đó là một người giống Tima hay Kenichi cùng sự giúp đỡ của các robot đã tìm và tập hợp đủ các bộ phận để tái tạo lại Tima đúng như mục đích đã khiến cậu ở lại.

## Âm nhạc
Âm nhạc của Metropolis sử dụng chủ yếu là phong cách nhạc jazz từ vùng New Orleans do Honda Toshiyuki sáng tác và Kimura Atsushi đã sử dụng bản nhạc của bài "St. James Infirmary Blues" làm bài nhạc chính và bài hát kết thúc là lài There'll Never Be Good-Bye thực hiện bởi Minako "Mooki" Obata. Đĩa tập hợp các bài nhạc của Metropolis được phát hành trên King Records.
Trong một cảnh phim bài hát I Can't Stop Loving You trình bày bởi Ray Charles đã được sử dụng làm phần âm thanh chính trong cảnh Ziggurat sụp đổ các hiệu ứng âm thanh như cháy nổ chỉ là phần âm thanh phụ nhỏ hơn. Bài hát này cũng nằm trong album tập hợp các bài nhạc của Metropolis.
| METROPOLIS Original Soundtrack (メトロポリス オリジナル サウンドトラック) | METROPOLIS Original Soundtrack (メトロポリス オリジナル サウンドトラック) | METROPOLIS Original Soundtrack (メトロポリス オリジナル サウンドトラック) |
| STT                                                                       | Nhan đề                                                                   | Thời lượng                                                                |
| ------------------------------------------------------------------------- | ------------------------------------------------------------------------- | ------------------------------------------------------------------------- |
| 1.                                                                        | "METROPOLIS"                                                              | 4:08                                                                      |
| 2.                                                                        | "FORBODING"                                                               | 2:42                                                                      |
| 3.                                                                        | "ZIGGURAT"                                                                | 2:56                                                                      |
| 4.                                                                        | "GOING TO "ZONE""                                                         | 2:03                                                                      |
| 5.                                                                        | "SNIPER"                                                                  | 3:04                                                                      |
| 6.                                                                        | "EL BOMBERO"                                                              | 2:21                                                                      |
| 7.                                                                        | "THREE-FACED OF "ZONE""                                                   | 5:12                                                                      |
| 8.                                                                        | ""ZONE" RHAPSODY"                                                         | 2:19                                                                      |
| 9.                                                                        | "HIDE OUT"                                                                | 1:31                                                                      |
| 10.                                                                       | "RUN"                                                                     | 3:18                                                                      |
| 11.                                                                       | "ST. JAMES INFIRMARY"                                                     | 3:03                                                                      |
| 12.                                                                       | "SYMPATHY"                                                                | 1:37                                                                      |
| 13.                                                                       | "SNOW"                                                                    | 6:53                                                                      |
| 14.                                                                       | "PROPAGANDA"                                                              | 1:07                                                                      |
| 15.                                                                       | "CHASE"                                                                   | 2:18                                                                      |
| 16.                                                                       | "JUDGEMENT"                                                               | 1:36                                                                      |
| 17.                                                                       | "AWAKENING"                                                               | 1:39                                                                      |
| 18.                                                                       | "FURY"                                                                    | 3:07                                                                      |
| 19.                                                                       | "AFTER ALL"                                                               | 3:42                                                                      |
| 20.                                                                       | "THERE'LL NEVER BE GOOD-BYE ～ THE THEME OF METROPOLIS"                   | 4:37                                                                      |
| Tổng thời lượng:                                                          | Tổng thời lượng:                                                          | 59:13                                                                     |

## Phát hành
Bộ phim phát hành ở Nhật Bản lần đầu tiên vào ngày 26/04/2001. Khi được phát hành ở Mỹ và một số nước khác, phim thu về tổng cộng $4,035,192. Ở Hoa Kỳ, bộ phim được gắn nhãn xếp loại PG-13 bởi MPAA cho danh mục "tính hung dữ và hình ảnh của sự tàn phá" và xếp loại của TV-14-LV khi nó phát sóng trên chương trình người trưởng thành Adult Swim. Bộ phim cũng là một trong các phim điện ảnh anime đầu tiên được đệ trình cho Best Animated Film tại giải thưởng Academy Award.

## Truyền hình tại nhà
Metropolis phát hành lần đầu trên VHS, và hiện nay truy cập ở Bắc Mỹ với hai đĩa phim DVD, với đĩa thứ hai là một MiniDVD (được gọi là một "DVD bỏ túi").

## Đón nhận
Metropolis nhận được nhiều bài đánh giá tích cực ở mức độ cao. Metropolis nhận được các đánh giá tích cực cao với 60 bài đánh giá từ Rotten Tomatoes. Các nhà phê bình hàng đầu của Rotten Tomatoes đã đánh giá Metropolis 82/100 điểm. Sự nhất trí mang tính đánh giá của trang website tuyên bố rằng: "Mặc dù cốt truyện không có gì mới, Metropolis là một sự thiết đãi thị giác bắt mắt". Nhà học giả phê bình phim Roger Ebert, viết sách cho tạp chí  Chicago Sun Times đánh giá Metropolis là 4/4, gọi nó là "một trong những bộ phim hoạt hình tốt nhất tôi đã từng thấy".